# Nomascus
Nomascus är ett släkte i familjen gibboner med fem arter.
Det vetenskapliga släktnamnet är bildat av det gammalgrekiska ordet nomas (strövande).

## Kännetecken
Liksom alla andra gibboner har arterna i släktet en smal kropp, långa armar och ingen svans. Det finns nästan inga storleksskillnader mellan de olika könen men hannar och honor skiljer sig angående pälsens färg. Hannar har en påfallande tofs på huvudet är pälsen är främst svart. Hos några arter finns vita eller gula mönster vid kinden. Honor har en gulbrun päls och en svart fläck på pannan. Ibland är även bröstet, tåar eller andra kroppsdelar mörkare. Efter siamang är de störst i familjen gibboner. De når en kroppslängd av ungefär 60 centimeter och en vikt mellan 7 och 8 kilogram.

## Utbredning och habitat
Utbredningsområdet sträcker sig över södra Kina (idag bara i Yunnan och på än Hainan), Vietnam, Laos och östra Kambodja. Regionens västliga gräns bildas av floden Mekong (inte i Yunnan). Habitatet utgörs av tropisk regnskog.

## Ekologi
Arterna är dagaktiva och lever i familjegrupper, bestående av en hanne, en hona och en till tre ungar. De lever i träden och rör sig framåt med hjälp av armarna. Varje grupp har ett revir som är 30 till 40 hektar stort. Liksom andra gibboner sjunger de för att markera revir och för att hålla kontakt med gruppmedlemmar. Sången är i jämförelse med andra gibboner ganska enkel.

### Föda
Födan utgörs huvudsakligen av frukter med de äter även blad, blommor och ibland insekter.

### Fortplantning
Efter dräktigheten, som varar i cirka sju månader föder honan endast en unge. Ungen har i början, oberoende av kön, en gulaktig färgad päls som sedan mörkarnar. Efter ungefär ett halvår är pälsen hos bägge könen svart. Ungdjuren blir könsmogna efter 5 till 8 år. Vid denna tid blir honornas päls åter ljusare och hannarnas päls förblir svart.

## Status och hot
Alla arter i släktet är hotade. För cirka 1000 år sedan fanns gibboner i stora delar av Kina fram till Gula floden men det är oklart om dessa djur tillhörde släktet Nomascus eller släktet Hoolock. Idag finns Nomascus bara i Kinas sydligaste delar och även i andra regioner minskade beståndet. Hotet utgörs av habitaförstöring samt av jakt. Särskilt hotad är östlig svartkrönt gibbon där populationen antagligen är mindre än 50 individer. Även övriga arter kategoriseras av IUCN som starkt hotade eller akut hotade.

## Systematik
Nomascus är systergruppen till alla andra gibboner. Tidigare listades arterna liksom alla andra gibboner i släktet Hylobates men sedan 1930-talet klassas de som ett självständigt släkte. Enligt IUCN utgörs släktet av sex arter.
- Svartkrönt gibbon (Nomascus concolor)
- Östlig svartkrönt gibbon (Nomascus nasutus)
- Nordlig vitkindad gibbon (Nomascus leucogenys)
- Sydlig vitkindad gibbon (Nomascus siki)
- Gulkindad gibbon (Nomascus gabriellae)
- Nomascus hainanus